# Památník Rudé armády (Ostrava)
Památník Rudé armády v Ostravě je národní kulturní památka nacházející se v Komenského sadech v moravské části moderního katastrálního území Moravská Ostrava, na půdě, která původně patřila k Muglinovu. Odhalen byl v roce 1946 v rámci oslav 1. výročí osvobození Československa. Tehdy ještě bez ústředního sousoší, místo kterého stála váza na pietní oheň. Slavnostní odhalení sousoši proběhlo až v dubnu 1947. Projekt vypracoval architekt Josef Jírovec, autory výtvarného provedení jsou sochaři Konrád Babraj a Karel Vávra. Národní kulturní památkou byl památník prohlášen v roce 1978. U památníku se každoročně konají pietní akty a ceremonie.

## Podoba památníku
Památník je tvořen centrálním 13 m vysokým pylonem s pěticípou hvězdou. Po stranách jsou dvě 10 m ramena obložená žulovými deskami s nápisy a dva dlouhé figurální bronzové reliéfy nazvané Boj a Oběť (autor Karel Vávra). Před pylonem je z žulových kvádrů vystavěno mauzoleum, na němž je umístěno 4 m vysoké bronzové sousoší českého dělníka a ruského vojína (autor Konrád Babraj). Celá sestava prvků spočívá na žulovém schodišti. Součástí památníku jsou rovněž dva kamenné podstavce s divizními kanóny vz. 42. V roce 1971 byly doplněny pamětní desky gen. Andreje Ivanoviče Jeremenka a Josefa Kotase.

## Mauzoleum
Uvnitř mauzolea jsou kóje s 660 urnami zakryté 26 mramorovanými deskami. V urnách je uložen popel rudoarmějců, československých vojáků a občanů Ostravy, kteří padli při osvobozování města v rámci Ostravské operace. Za pomníkem se nachází 11 samostatných hrobů vojáků Rudé armády a hrob kpt. Stěpana Vajdy, velitele 4. tankové roty 1. čs. samostatné tankové brigády v SSSR.

## Vandalismus
Památník byl několikrát terčem útoku vandalů. V roce 2010 neznámý pachatel pomaloval sousoší žlutou barvou, která musela být odstraňována parou. V roce 2019 byl památník znečištěn červenou olejovou barvou a posprejován nápisy připomínající sovětskou okupaci z roku 1956 v Maďarsku. Restauratérské práce vyšly na cca 82 tis. Kč. V reakci na tuto událost došlo k instalaci kamerového systému monitorujícího objekt památníku.